# 魔女之泉
《魔女之泉》是Kiwiwalks開發的一款角色扮演遊戲，本作是魔女之泉系列首部作品，於2015年7月14日在手機平台上發行，2018年6月22日推出復刻版《疾风魔女：魔女之泉1复刻版》。2023年9月26日遊戲重製版《魔女之泉R》在Steam發佈。

## 遊戲玩法
《魔女之泉》是一款3D角色扮演冒險遊戲。故事發生在一個人類消滅了神明主宰世界的奇幻大陸，和神明同級的惡魔在人間的後代稱為「魔女」，魔女受到人類的迫害。玩家扮演魔女派莓藏身於森林深處，玩家將安排派莓100天的行程。遊戲主要分為室內和室外兩個場景，室內可以通過睡覺補充角色體力和法力，還可以煉制物品和進行各類強化派莓的修煉，其中修煉會消耗角色體力和法力。室外冒險可以觸發各種事件，收集材料和於勇者與怪物戰鬥。戰鬥採用了回合制，派莓可以近戰和使用魔法，還能馴化寵物進行戰鬥。在遊戲中100天內迎來結局，根據玩家觸發的事件和完成的任務進入不同結局。

## 開發
Jang Suyoung過去曾在某個開發組負責美術工作，也從事過美術相關的行業。2013年Jang Suyoung創立遊戲公司Kiwiwalks，成為獨立遊戲開發者。公司首款作品《Catch Play for Kakao》是服務型遊戲，開發一年，上線後營收只有20萬韓元，兩個月後Jang Suyoung停運了遊戲。2015年1月1日，Jang Suyoung開啟了新專案，新專案為買斷製遊戲，計劃在六個月內完成開發。專案初版是一個像素風格塔防遊戲，主角派莓是魔王的女兒，建設要塞抵禦來犯的人類勇者。一個月後，Jang Suyoung發現遊戲原型可玩性不足，果斷決定推倒重做。
Jang Suyoung利用過去使用RPG製作大師開發角色扮演遊戲的經驗，將新方案定位3D角色扮演遊戲，同時為了區別於主流角色扮演遊戲，加入了限時設計。初版設計的主角派莓也保留到新方案中，Jang Suyoung還找了一位插畫家重新設計派莓的形象和負責美術工作，自身則負責概念藝術和美術指導工作。遊戲原計劃有20個結局，由於美術負責人忙於學業，最後削減成9個。美術以外的開發工作均由Jang Suyoung負責，遊戲使用Unity開發，遊戲音樂均為外購，為了找到合適遊戲的音樂作品，平均每首音樂Jang Suyoung都花了四到五小時。遊戲的開發資金來自Jang Suyoung兼職外包動畫製作。
Jang Suyoung在2017年接受Appget採訪時就表示，如果遊戲重製會打算重做角色美術。2018年推出的遊戲复刻版，只更新了立繪等美術內容，同時在遊戲中也增設體驗舊畫風的選項。

## 發行
2015年7月14日遊戲在韓國Google Play、App Store發售。遊戲本來沒有海外發行的計劃，Jang Suyoung在Twitter收到玩家推出日文版的建議後，才外包給其他公司負責本地化翻譯。10月17日遊戲登陸日本Google Play和App Store。由於缺乏海外宣發經驗，Jang Suyoung僅在一些日本遊戲社區上發佈了宣傳文章。遊戲原版由於加密措施不足，在韓國很快就出現遊戲破解版，在中國大陸也被汉化组破解並翻譯為《春巫》，《春巫》的出現也打消了Kiwiwalks製作遊戲官方中文的念頭。
2017年《魔女之泉3》發佈後，Kiwiwalks宣佈將重製《魔女之泉》。2018年6月初，Kiwiwalks宣佈遊戲將在6月22日上線，新版本全名《疾风魔女：魔女之泉1复刻版》，复刻版除了支持原版就有的韓文、日文和英文，也首次支持中文。2023年9月26日，遊戲重製版《魔女之泉R》由Pixmain在Steam正式發行。

## 評價及反響

### 評價
遊戲在開發階段，兩度入選韓國遊戲人基金會（게임인재단）主辦的「加油！遊戲人獎」（힘내라! 게임人상）。2015年12月，遊戲獲韓國手機遊戲協會評為第二屆「獨立之星」。原版在TapTap也一度獲得9.9分（滿分10分）。4Gamer.net評論員H.H將遊戲評為2016年最佳手機遊戲，他稱讚遊戲製作精良，遊戲不含內置廣告，可以讓人專心遊玩。
遊戲的玩法設計獲得正面的評價，4Gamer.net和Appget均肯定遊戲的多結局設計，H.H認為遊戲的一大特色就是能反復遊玩體驗不同結局。納谷英嗣在Appget摘文稱該作限時100天的設計，讓遊戲很具有挑戰性。此外隨著角色成長和劇情發展，遊戲可供探索的場景不斷擴大，這種持續不斷的探索感是遊戲最吸引人的地方。通關部分結局還能獲得可承繼的獎勵內容，鼓勵玩家開啟二週目再次冒險。
遊戲日文版本地化遭到不少日本玩家的批評，為此Jang Suyoung又再找人重做了日文版的翻譯。

### 商業表現
遊戲發售後很快登上韓國App Store遊戲付費榜首位，7月末登上韓國Google Play付費榜首位，8月末登上T Store付費榜首位。遊戲原版到《魔女之泉2》發售時，在Google Play、App Store和ONE Store銷量合計75000份，其中Google Play銷量佔60%，One Store銷量佔30%。2021年7月，遊戲原版及復刻版銷量超過35萬份。

## 外部連結
- 魔女之泉的新浪微博 （简体中文）
- 魔女之泉的X（前Twitter）